# Otto Rahn
Otto Wilhelm Rahn (Michelstadt, Alemania, 18 de febrero de 1904 - Söll, Austria, 13 de marzo de 1939) fue un escritor alemán aficionado al esoterismo, la historia y el medievalismo. Miembro del Partido Nacionalsocialista y Obersturmführer de las SS, su figura está asociada a las creencias esotéricas del ocultismo nazi extensamente difundidas en dicho cuerpo militar.

## Biografía
Nació y se crio en el seno de una familia de la baja burguesía. Por influencia de su padre, jurista en la ciudad de Maguncia, inició estudios de Derecho, aunque también le agradaba la música y era un buen pianista. Durante cuatro años (de 1922 a 1926) estuvo matriculado en las facultades de Derecho de Giessen, Friburgo y Heidelberg (aquel entonces era común compartir los estudios entre varias universidades). Asistía también a clases de filología germánica e historia, disciplinas que interpretaba desde una visión esotérica y völkisch, acorde con la filosofía nacionalsocialista imperante en la Alemania de la época.
Sentía un interés especial por el catarismo, transmitido por su profesor de religión en el Instituto de Giessen, el barón de Gail. También le fascinaban las leyendas medievales de Parsifal, el ciclo artúrico y el Santo Grial. En 1928 el estudioso Rahn conoció en París al poeta occitano Maurice Magre, budista y muy interesado igualmente por el catarismo. En 1931 Magre escribiría La sangre de Toulouse y en 1938 El tesoro de los albigenses. Además, Magre presentó a Rahn a la condesa Miriam de Pujol-Murat, supuesta descendiente de Esclarmonde de Foix, guardiana del Grial y chatelaine de Montségur. La condesa pasaría a respaldar económicamente las investigaciones de Rahn.
Su atracción por la cultura cátara le llevó a desarrollar su tesis doctoral en torno a la herejía cátaro-albigense y a viajar por Francia, Italia, España y Suiza entre 1928 y 1932. En 1931 viajó a Ginebra, comenzando su propia investigación sobre el catarismo. Llevó consigo, en su expedición, al escritor Paul-Alexis Ladame, quien se consideraba descendiente de una familia cátara. Se instaló en la aldea de Lavelanet (Languedoc, Francia) en 1929 para explorar las ruinas de Montsegur y las grutas próximas a la montaña. Escribió dos obras inspiradas en su viaje, Cruzada contra el Grial y La corte de Lucifer. Estos libros influyeron en autores posteriores vinculados a (o inspirados en) el esoterismo medieval como Trevor Ravenscroftl, Peter Berling o Jean-Michel Angebert, y en defensores del misticismo nacionalsocialista y germánico como Nigel Pennick.
También formó parte del grupo esotérico Les Polaires, que indagaba en la biografía y obra de Christian Rosenkreutz.
Otto Rahn falleció el 13 de marzo de 1939, congelado en la cima del Wilden Kaiser (Austria), probablemente en un suicidio ritual que él asimilaba a la endura cátara.
Heinrich Himmler acudió a Montserrat tras la muerte de Rahn, el 23 de octubre de 1940, buscando allí pretendidamente el Grial y llevando consigo la obra de Rahn La corte de Lucifer, libro que ordenó distribuir gratuitamente entre los oficiales de alta graduación del cuerpo.

## Servicio en las SS y muerte
Rahn escribió dos libros relacionando Montségur y los cátaros con el Santo Grial: Kreuzzug gegen den Grial (Cruzada contra el Grial) en 1933 y Luzifers Hofgesind (La corte de Lucifer) en 1937. Tras la publicación de su primer libro, su trabajo llamó la atención de Heinrich Himmler, que igualmente estaba fascinado por el ocultismo y había comenzado sus búsquedas por el sur de Francia.
Rahn se unió a las SS como Unteroffizier, convirtiéndose en miembro formal en 1936. No fue fácil para él pertenecer a las SS. Tiempo después se lo explicaba un amigo de la siguiente forma: "Un hombre necesita comer, ¿Qué esperabas que hiciera? ¿decirle que no a Himmler?".
Abiertamente homosexual, frecuentaba círculos antinazis y habiendo perdido el favor que gozaba de las SS al no encontrar el Grial, añadido a que fue acusado y condenado tras un altercado bajo los efectos del alcohol, por el que fue obligado a jurar abstenerse del alcohol durante dos años, privado de su rango y reasignado como vigilante del campo de concentración de Dachau durante tres meses, en 1937. Lo que allí vio y experimentó, le sumió en una depresión crónica; en este estado le escribió a un amigo: "Ya no es posible por más tiempo, vivir en el país en el que se ha convertido mi patria. Ya no puedo dormir y comer. Es como si una pesadilla se posara sobre mí". 
Debido a esto presentó su renuncia a pertenecer a las SS el 28 de febrero de 1939, "por motivos tan serios que solo pueden ser comunicados oralmente", Heinrich Himmler respondió con un simple "Sí", pero a las SS no se las podía abandonar sin consecuencias. Este punto es bastante discutido por los historiadores, se cree que la Gestapo comenzó una campaña contra él, en la que se le ofreció la opción del suicidio, al ser acusado de homosexual y la posibilidad de tener antepasados judíos.
Sea como fuere, el 13 de marzo de 1939, cerca del aniversario de la caída de Montsegur, subió a las montañas cercanas a Söll (Kufstein, Tirol) en Austria. Fue encontrado muerto congelado, tumbado boca abajo mirando hacia las montañas, a su lado se encontraron dos botes de medicina, uno vacío y el otro a la mitad, que pudieron contener algún tipo de veneno.
El historiador de 35 años fue enterrado en Kufstein, donde estuvo hasta el final de la guerra, en que fue trasladado a Darmstadt. Por motivos desconocidos, nunca hubo un certificado de defunción. Al año siguiente apareció un obituario en el Volkische Beobachter, firmado por Karl Wolff a quien Otto Rahn había dirigido su carta de renuncia de las SS:
"En medio de una tormenta de nieve en las montañas, este marzo, el SS. Obersturmfuhrer, Otto Rahn, falleció trágicamente. Sentimos la muerte de nuestro compañero, un SS decente y escritor de notables trabajos de investigación histórica".
Muchas han sido las historias que se han contado de la posibilidad de que realmente no muriera ese día y sobreviviera a la guerra, pero según las investigaciones, realmente no son más que especulaciones.

## Obra
- Kreuzzug gegen den Gral. Die Geschichte der Albigenser (Broschiert) (in German), 1934, ISBN 3-934291-27-9; ISBN 978-3-934291-27-0.
- Croisade contre le Graal: Grandeur et Chute des Albigeois (Broché) (French translation), 1934, ISBN 2-86714-184-2; ISBN 978-2-86714-184-3.
- Crusade Against the Grail: The Struggle between the Cathars, the Templars, and the Church of Rome (1ª traducción inglesa de Christopher Jones), 1934/2006, ISBN 1-59477-135-9; ISBN 978-1-59477-135-4.
- Luzifers Hofgesind, eine Reise zu den guten Geistern Europas (Su libro sobre el Luciferismo) 1937, ISBN 3-934291-19-8; ISBN 978-3-934291-19-5.